# Trucy
Trucy település Franciaországban, Aisne megyében. Lakosainak száma 141 fő (2022. január 1.). Trucy Chevregny, Colligis-Crandelain és Lierval községekkel határos.

## Népesség
A település népessége az elmúlt években az alábbi módon változott:
| Lakosok száma | 72   | 84   | 112  | 136  | 153  | 142  | 145  | 144  | 143  | 141  |
|               | 1968 | 1982 | 1990 | 2006 | 2013 | 2015 | 2017 | 2019 | 2020 | 2022 |